# State Line (condado de Franklin)
State Line es un área no incorporada ubicada en el condado de Franklin en el estado estadounidense de Pensilvania. State Line se encuentra ubicada dentro de Greencastle.

## Geografía
State Line se encuentra ubicada en las coordenadas 39°43′29.33″N 77°43′27.99″O / 39.7248139, -77.7244417.